# العلاقات العربية الصينية

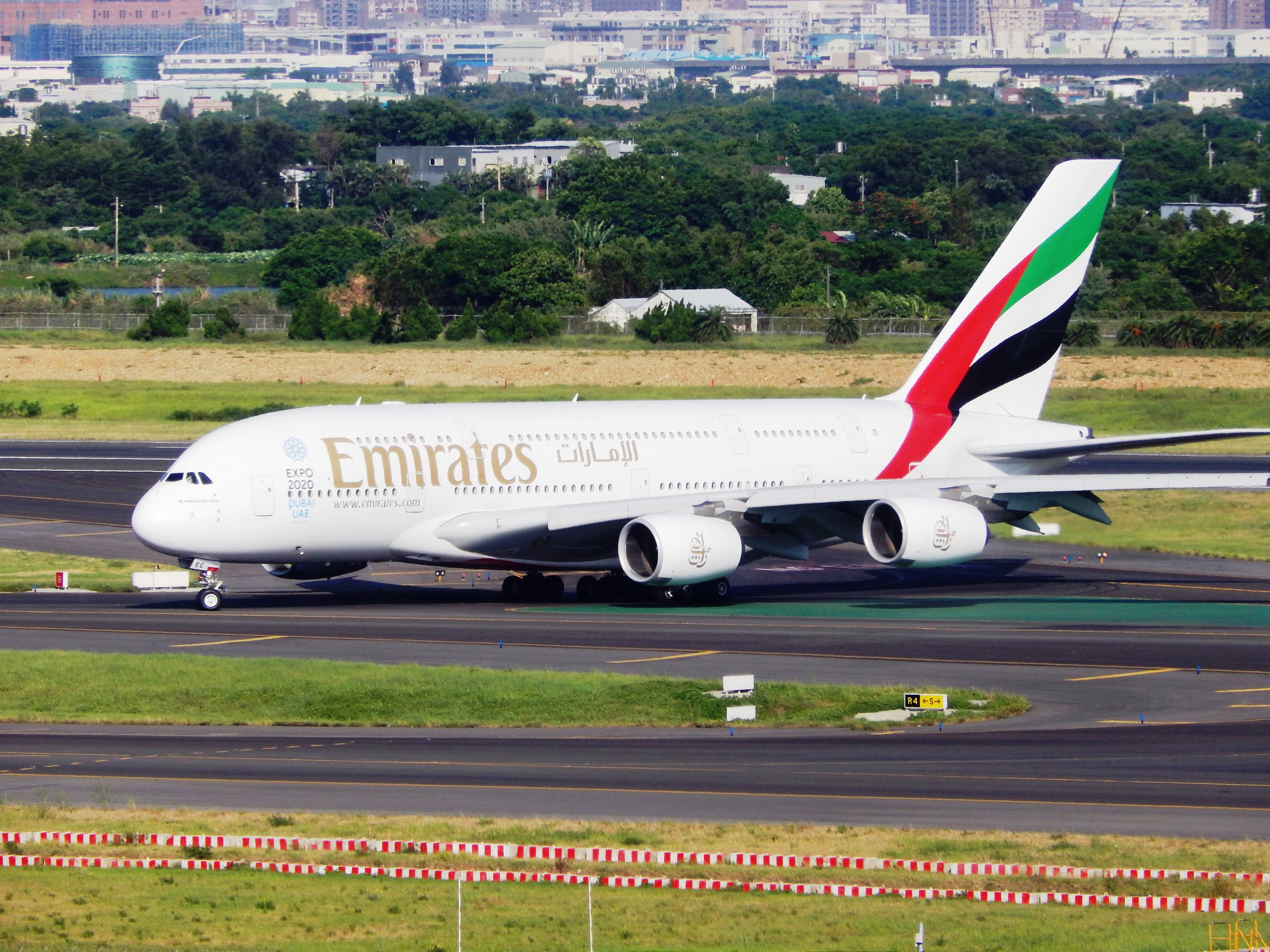
طيران الإمارات في تايوان

العلاقات العربية الصينية، تعود تاريخياً إلى عهد الخلافة الراشدة، مع وجود طرق تجارية مهمة وعلاقات دبلوماسية جيدة. منذ تأسيس جمهورية الصين الشعبية، تقاربت العلاقات العربية الصينية الحديثة بشكل كبير، حيث ساعد منتدى التعاون الصيني العربي الجانبين على إقامة شراكة جديدة في عصر العولمة المتنامية. ونتيجة لذلك، تم الحفاظ على علاقات اقتصادية وسياسية وعسكرية وثيقة بين الجانبين.  منذ عام 2018، أصبحت العلاقات أكثر دفئًا بشكل ملحوظ، مع تبادل جمهورية الصين الشعبية والدول العربية زيارات دولة وإنشاء آلية تعاون وتقديم الدعم لبعضهما البعض.  
منذ عام 1990، لم يكن لأي دولة عربية علاقات دبلوماسية رسمية مع جمهورية الصين (تايوان)، على الرغم من تمثيلها دبلوماسيًا في بعض الدول عبر مكتب الممثل الاقتصادي والثقافي في تايبيه.

## التاريخ

### عصر القرون الوسطى
خلال عهد أسرة تانغ، عندما أقيمت العلاقات مع العرب لأول مرة، أطلق الصينيون على العرب اسم «داي» (大 食).    كانت الخلافة تسمى «دا يي جو» (大 食 國). ويُعتقد أن الكلمة نسخ من اللفظ الفارسي «تازك» أو «تازي»، المشتق بدوره من اسم قبيلة طيء العربية. المصطلح الحديث للعرب هو «الأبو» (阿拉伯).
أرسل الخليفة عثمان بن عفان سفارة إلى بلاط تانغ في تشانغآن. وتذكر المصادر العربية أن قتيبة بن مسلم استولى لفترة وجيزة على كاشغر وانسحب بعد اتفاق مع ملك الصين.
خلعت الخلافة الأموية عام 715م، إخشيد، ملك وادي فرغانة، ونصبت ملكًا جديدًا ألوتار على العرش. هرب الملك المخلوع إلى كوتشا، وسعى للتدخل الصيني. حيث أرسل الصينيون 10000 جندي تحت قيادة تشانغ شياو سونغ إلى فرغانة.
قاد الجنرال الصيني تانغ جياهوي الصينيين لهزيمة الهجوم العربي التبتي التالي في وقعة أقسو. وانضم إلى الهجوم على أقسو تورجش خان سلوك.  تعرضت كل من أوش تورفان وأقسو لهجوم من قبل قوات تورجش والعرب والتبت في 15 أغسطس 717. 
على الرغم من أن أسرة تانغ والخلافة العباسية قد تقاتلتا في معركة نهر طلاس، في 11 يونيو 758، وصلت سفارة عباسية إلى تشانغآن بالتزامن مع مبعوثي خاقانية الأويغور.
دو هوان وهو صيني تم أسره في طلاس، تم إحضاره إلى بغداد وقام بجولة في جميع أنحاء الخلافة. ولاحظ أنه في مرو وخراسان، عاش العرب والفرس في تجمعات مختلطة. قدم رويته للعرب في تونغديان في عام 801 والتي كتبها عندما عاد إلى الصين.
كانت شبه الجزيرة العربية [داشي] في الأصل جزءًا من بلاد فارس. الرجال لديهم أنوف عالية، داكنون وملتحون. النساء جميلات جدا [بيض] وعندما يخرجن يغطين وجوههن. يعبدون الله خمس مرات يوميًا. يرتدون أحزمة فضية مع سكاكين فضية معلقة. لا يشربون الخمر ولا يستخدمون الموسيقى. يستوعب مكان عبادتهم مئات الأشخاص. كل سبعة أيام يجلس الملك (الخليفة) في الأعلى، ويتحدث لمن هم في الأسفل قائلاً: «أولئك الذين قتلهم العدو يولدون في السماء. أولئك الذين يقتلون العدو ينالون السعادة». لذلك هم عادة مقاتلون شجعان. أرضهم رملية وحجرية غير صالحة للزراعة؛ لذلك يصطادون ويأكلون اللحم.
هذه (الكوفة) مكان عاصمتهم. رجالها ونسائها جذابون في المظهر وكبيرون في المكانة. ملابسهم جميلة، وسلوكهم متمهل وجميل. عندما تخرج النساء، فإنهن يغطين وجوههن دائمًا، بغض النظر عن مكانتهن. يصلون إلى الجنة خمس مرات في اليوم. 
أتباع طائفة «الداشي» (العرب) لديهم وسيلة للدلالة على درجات العلاقات الأسرية، لكنها متدهورة ولا يهتمون بها. إنهم لا يأكلون لحوم الخنازير والكلاب والحمير والخيول، ولا يحترمون ملك البلاد ولا والديهم ولا يؤمنون بالقوى الخارقة للطبيعة ولا يضحون إلا للجنة ولا لأحد آخر. وفقًا لعاداتهم، فإن كل يوم سابع هو يوم عطلة، لا يتم فيه أي تجارة ولا معاملات نقدية. عندما يشربون الكحول، فإنهم يتصرفون بطريقة سخيفة وغير منضبطة طوال اليوم.
قدم مبعوث عربي خيولاً وحزاماً للصينيين عام 713م، لكنه رفض الانحناء للإمبراطور، قائلاً: «في بلادي لا نركع إلا لله وليس لأمير». رغب البلاط بقتل المبعوث، لكن أحد الوزراء تدخل قائلاً: «لا ينبغي اعتبار الاختلاف في آداب البلاط للدول الأجنبية جريمة».
أقام الخليفة هارون الرشيد تحالفًا مع الصين. وتم تسجيل العديد من السفارات من الخلفاء العباسيين إلى البلاط الصيني في حوليات تانغ، وأهمها سفارات أبو العباس السفاح وأبو جعفر المنصور وهارون الرشيد. يُعرف العباسيون، في التاريخ الصيني باسم «هيه إي تا شيه» أيّ «العرب ذوو الرداء الأسود».           
ووفقا للأستاذ سامي سويد، قام المبشرون الفاطميون بالدعوة في الصين في عهد العزيز بالله الفاطمي.

### التجارة
كان المسلمون من شبه الجزيرة العربية على علاقات تجارية وطيدة مع الصين. على سبيل المثال، استوردت الصين اللبان من جنوب الجزيرة العربية عبر سريفيجايا. وتم تداول المنتجات عن طريق الطرق البحرية بين الصين والعرب.

### القرن العشرين

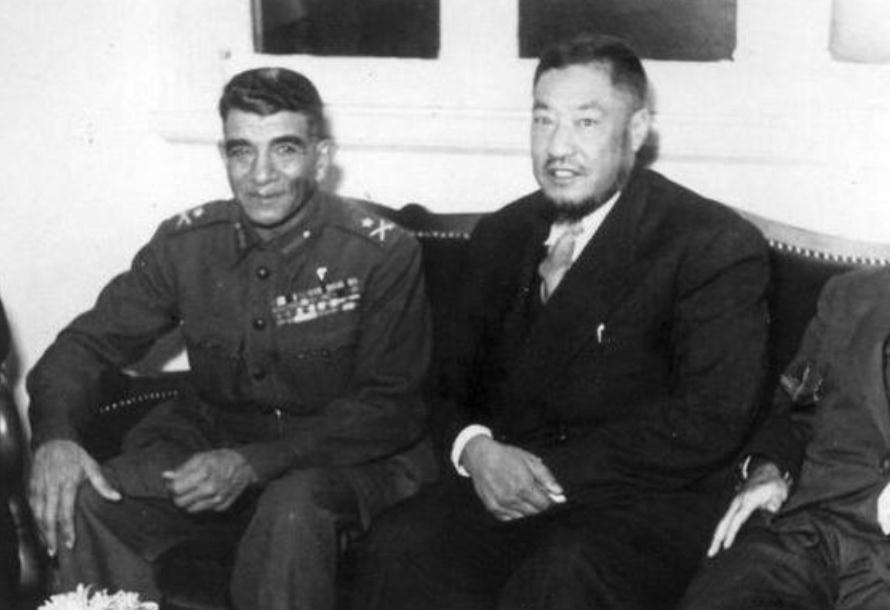
الرئيس محمد نجيب مع الجنرال ما بوفانغ، من جيش الكومينتانغ الوطني الثوري للمسلمين الصينيين

أقامت جمهورية الصين تحت حكم الكومينتانغ علاقات مع مصر والمملكة العربية السعودية في الثلاثينيات. رعت الحكومة الصينية طلابًا مثل وانغ جينغزاي ومحمد ماكين للذهاب إلى جامعة الأزهر للدراسة. كما قام الحجاج المسلمون بالحج إلى مكة من الصين.
تم إرسال المسلمين الصينيين إلى المملكة العربية السعودية ومصر للتنديد باليابانيين خلال الحرب الصينية اليابانية الثانية. 
في عام 1939، تم إرسال عيسى يوسف ألبتكين وما فوليانغ من قبل الكومينتانغ إلى دول الشرق الأوسط مثل مصر وتركيا وسوريا لكسب الدعم للصين في الحرب مع اليابان. بالإضافة إلى وانج تسنغشان وشوي وينبو ولين تشونغ مينغ.
حافظت مصر على العلاقات حتى عام 1956، عندما قطع جمال عبد الناصر العلاقات وأقامها مع جمهورية الصين الشعبية بدلاً من ذلك. ثم أُمر ما بوفانج، الذي كان يعيش في مصر آنذاك، بالانتقال إلى المملكة العربية السعودية، وأصبح سفير جمهورية الصين في المملكة العربية السعودية.
بحلول التسعينيات، قطعت جميع الدول العربية العلاقات مع جمهورية الصين وأقامت علاقات مع جمهورية الصين الشعبية.
بدأت العلاقات بين الصين وجامعة الدول العربية كمنظمة رسميًا في عام 1956، وفي عام 1993 افتتحت الجامعة العربية مكتبها الأول في الصين، عندما ذهب الأمين العام آنذاك أحمد عصمت عبد المجيد في زيارة رسمية إلى بكين. في عام 1996، أجرى الرئيس الصيني جيانغ زيمين مقابلة مع عبد المجيد خلال زيارته لمصر، وأصبح أول زعيم صيني يزور جامعة الدول العربية رسميًا. 

### القرن الحادي والعشرين
كتب آدم هوفمان وروي يلينك من معهد الشرق الأوسط في مايو 2020 أن تفشي جائحة فيروس كورونا، الذي انتشر من الصين إلى الدول العربية، قد وضع ديناميكية معقدة في العلاقات بين الجانبين، وخلق فرصة للتضامن والمساعدة، وفي نفس الوقت تفاقم التحديات الحالية.
أيدت 15 دولة من أصل 22 دولة عضو في جامعة الدول العربية قانون الأمن الوطني لهونغ كونغ لعام 2020 في الأمم المتحدة، إلى جانب 38 دولة أخرى. 
يوجد 14 معهد كونفوشيوس في العالم العربي. تعد معاهد كونفوشيوس إحدى الطرق الرئيسية التي تستثمر بها الصين القوة الناعمة في الدول العربية وفي العالم. بعد 14 عامًا من العمل في المنطقة، يمكن القول إن المعاهد، كأداة للقوة الناعمة الصينية، قد اخترقت العالم العربي بشكل فعال وهي موضع ترحيب دون انتقادات كبيرة.

## منتدى التعاون الصيني العربي
تأسس منتدى التعاون العربي الصيني بشكل رسمي خلال زيارة الرئيس هو جينتاو لمقر الجامعة في يناير 2004. وأشار هو في ذلك الوقت إلى أن تشكيل المنتدى كان استمرارا للصداقة التقليدية بين الصين والعالم العربي وخطوة مهمة لتعزيز العلاقات الثنائية في ظل الظروف الجديدة.
وصرح لى ان «اقامة المنتدى سوف يساعد على توسيع التعاون متبادل المنفعة في مجموعة متنوعة من المجالات».
«قدمت الصين أربعة مقترحات. أولا، الحفاظ على الاحترام المتبادل والمعاملة العادلة والتعاون المخلص على الجبهة السياسية. ثانياً، تعزيز العلاقات الاقتصادية والتجارية من خلال التعاون في الاستثمار والتجارة والمشاريع المتعاقد عليها وخدمة العمل والطاقة والنقل والاتصالات والزراعة وحماية البيئة والمعلومات. ثالثا، توسيع التبادلات الثقافية. واخيرا تدريب الافراد». اتفق وزراء الخارجية العرب الذين حضروا الاجتماع على أن الافتتاح الرسمي للمنتدى كان حدثًا مهمًا في تاريخ العلاقات العربية مع الصين. وقدموا مجموعة متنوعة من المقترحات حول تعزيز الصداقة والتعاون الصيني العربي. وفي ختام الاجتماع وقع لي والأمين العام لجامعة الدول العربية عمرو موسى إعلانا وخطة عمل للمنتدى. وصل لي إلى القاهرة مساء الأحد في زيارة لمصر تستغرق ثلاثة أيام، وهي المحطة الأخيرة في جولة في الشرق الأوسط شملت السعودية واليمن وسلطنة عمان.
انعقدت الدورة الثانية من منتدى التعاون الأمني بين الفلسطينيين والإسرائيليين في بكين عام 2006، وناقشت الاقتراح الصيني لجعل الشرق الأوسط منطقة خالية من الأسلحة النووية، وناقشت عملية السلام بين الفلسطينيين والإسرائيليين. في حين من المقرر أن يعقد منتدى التعاون الثالث في البحرين 2008.

## مقارنة
| الاسم                           | جامعة الدول العربية                               | جمهورية الصين الشعبية                           | تايوان                                                                   |
| ------------------------------- | ------------------------------------------------- | ----------------------------------------------- | ------------------------------------------------------------------------ |
| العلم                           | جامعة الدول العربية                               | الصين                                           | تايوان                                                                   |
| تعداد السكان                    | 407,251,880 (2018)                                | 1,403,500,365 (2017)                            | 23,577,271 (2018)                                                        |
| المساحة                         | 13,953,041 كم 2 (5,382,910 ميل مربع)              | 9,640,821 كم 2 (3,704,427 ميل مربع)             | 36,193 كم 2 (13,974 ميل مربع)                                            |
| الكثافة السكانية                | 24.33 / كم 2 (63 / ميل مربع)                      | 139.6 / كم 2 (363.3 / ميل مربع)                 | 644 / كم 2 (1,664 / ميل مربع)                                            |
| العاصمة                         | القاهرة                                           | بكين                                            | تايبيه (بحكم الواقع) نانجينغ (بحكم القانون)                              |
| أكبر مدينة                      | القاهرة - 19,500,000 (20,439,541 المنطقة الحضرية) | شنغهاي - 19,210,000                             | تايبيه الجديدة - 3,935,072                                               |
| نوع المنظمة والحكومة            | منظمة إقليمية واتحاد سياسي                        | دولة مركزية نظام الحزب الواحد جمهورية اشتراكية  | دولة مركزيةجمهورية دستورية شبه رئاسية                                    |
| اللغات الرسمية                  | العربية                                           | الماندرين (بوتونغهوا)                           | الماندرين (جويو)                                                         |
| الأديان الرئيسية                | 91% الإسلام                                       | ديانة شعبية صينية والبوذية والطاوية على حد سواء | 35.1% بوذية 33.0% طاوية 18.7% إلحاد 3.9% مسيحية 3.5% لكوان تاو 7.3% أخرى |
| الناتج المحلي الإجمالي (الاسمي) | 3.5 تريليون دولار (15,915 دولار للفرد)            | 13.118 ترليون دولار (9,376 دولار للفرد)         | 566.757 مليار دولار (24,027 دولار للفرد)                                 |

## البيان المشترك
أحد المشاريع المشتركة الرئيسية يشمل البيئة، وقعت الجامعة العربية والصين على البرنامج التنفيذي للبيان المشترك للتعاون البيئي للفترة 2008-2009
وقعت جامعة الدول العربية وحكومة جمهورية الصين الشعبية على البيان المشترك بشأن التعاون البيئي (المشار إليه باسم البيان المشترك) في 1 يونيو 2006. يعتبر البيان المشترك أداة مهمة تهدف إلى تعميق الشراكة البيئية الإقليمية بين الطرفين. منذ توقيع البيان المشترك، نظمت وزارتا التجارة وحماية البيئة الصينيتان دورتين تدريبيتين لحماية البيئة في يونيو 2006 ويونيو 2007 على التوالي، في الصين.
من أجل تنفيذ المادة 4 من البيان المشترك، على كلا الطرفين تطوير هذا البرنامج التنفيذي لعامي 2008 و2009. ويهدف إلى تعزيز التعاون بين جامعة الدول العربية والصين في مجال حماية البيئة، بما يتماشى مع التطلعات المشتركة للطرفين ومصالحهما طويلة المدى.
وقع هذه المعاهدة السفير أحمد بن حلي بموافقة الأمين العام، وشو تشينغهوا مدير الإدارة العامة للتعاون الدولي بوزارة حماية البيئة.

## روابط خارجية
- 1stmaroc.com
- http://www.arabsino.com/articles/10-05-04/659.htm